# Bruguières
Bruguières (okzitanisch Bruguièras) ist eine französische Kleinstadt mit 5908 Einwohnern (Stand: 1. Januar 2022) im Département Haute-Garonne in der Region Okzitanien (zuvor Midi-Pyrénées). Sie gehört zum Arrondissement Toulouse und zum Kanton Castelginest. Die Einwohner werden Bruguiérois(es) genannt.

## Geographie
Bruguières liegt etwa 15 Kilometer nordwestlich von Toulouse am Fluss Hers-Mort und erstreckt sich über eine Fläche von 9,03 Quadratkilometern auf Höhen zwischen 116 und 175 Meter über dem Meer. Umgeben wird Bruguières von den Nachbargemeinden Saint-Sauveur im Norden, Cépet im Nordosten und Osten, Gratentour im Südosten, Castelginest und Saint-Alban im Süden, Fenouillet im Südwesten, Lespinasse im Westen und Saint-Jory im Nordwesten.
Durch die Gemeinde führt die Autoroute A62.

## Geschichte
Beim Bau der Autoroute A62 wurden 1979 zwei Sarkophage aus der Merowingerzeit entdeckt.

### Bevölkerungsentwicklung
| Jahr                       | 1962 | 1968 | 1975 | 1982 | 1990 | 1999 | 2010 | 2020 |
| Einwohner                  | 813  | 1169 | 1726 | 2524 | 3056 | 3862 | 4967 | 6005 |
| Quellen: Cassini und INSEE |      |      |      |      |      |      |      |      |

## Sehenswürdigkeiten
- Kirche Saint-Martin mit fünffenstrigem Glockengiebel, erbaut im 16. Jahrhundert
- Schloss von Bruguières aus dem 17. Jahrhundert

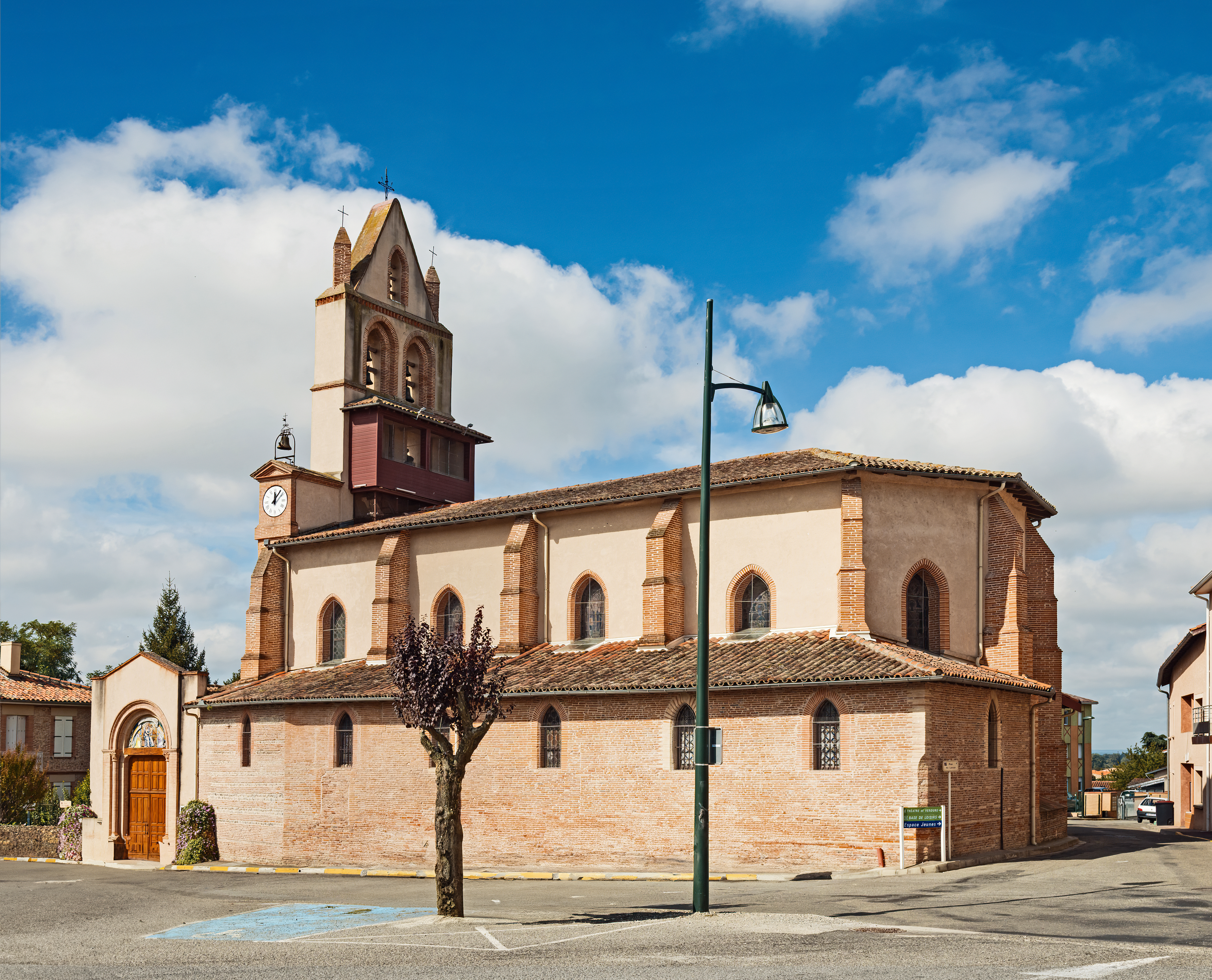
Kirche Saint-Martin

## Städtepartnerschaft
Mit der spanischen Kleinstadt Xeraco in der Provinz und Region Valencia besteht eine Partnerschaft.